# Frehley's Comet
Frehley's Comet is het tweede solo-album van Ace Frehley en het eerste album dat hij uitbracht na zijn vertrek uit de groep Kiss in 1982. Frehley gebruikte de titel van dit album ook als zijn bandnaam. Hierom wordt het album ook wel beschouwd als het debuutalbum van die band.

## Achtergrond
Frehley begon zijn soloband in 1984. Hij trad op om zijn bekende Kiss-nummers te spelen, aangevuld met nieuw materiaal. De oorspronkelijke bezetting bestond uit Frehley (zang en sologitaar), Richie Scarlet (zang, solo- en slaggitaar), John Regan (bas en achtergrondzang), Arthur Stead (keyboards) en Anton Fig (drums). Fig was al te horen op het eerste soloalbum van Frehley uit 1978. Ook drumde hij al mee op de Kiss-albums Dynasty en Unmasked.
In 1985 verliet Scarlet de band, hierom verliet ook Stead de band. Tod Howarth trad toe voor zang en slaggitaar.
In de originele bezetting werden verschillende demo's en liedjes opgenomen, en een aantal hiervan werden ook uitgevoerd tijdens optredens. Maar de meeste van deze nummers zijn nooit officieel uitgegeven, slechts enkele kwamen terecht op dit album. Liedjes als "Breakout", "Into the night" (cover van Russ Ballard), "Stranger in a strange land", "We got your rock", "Love me right" en "Dolls" zijn de enige nummers die eerder werden uitgevoerd.

## Nummers
| Nr. | Titel                      | Schrijver(s)                                  | Lead vocals     | Duur |
| --- | -------------------------- | --------------------------------------------- | --------------- | ---- |
| 1.  | Rock Soldiers              | Ace Frehley, Chip Taylor                      | Frehley         | 5:05 |
| 2.  | Breakout                   | Frehley, Eric Carr, Richie Scarlet            | Tod Howarth     | 3:38 |
| 3.  | Into the Night             | Russ Ballard                                  | Frehley         | 4:12 |
| 4.  | Something Moved            | Howarth                                       | Howarth         | 4:02 |
| 5.  | We Got Your Rock           | Frehley, Marty Kupersmith                     | Frehley         | 4:12 |
| 6.  | Love Me Right              | Frehley, Ira Schickman                        | Frehley         | 3:54 |
| 7.  | Calling to You             | Frehley, Howarth, Kevin Russell, Jim McClarty | Howarth         | 4:20 |
| 8.  | Dolls                      | Frehley                                       | Frehley         | 3:28 |
| 9.  | Stranger in a Strange Land | Frehley                                       | Frehley         | 4:02 |
| 10. | Fractured Too              | Frehley, John Regan                           | (Instrumentaal) | 4:14 |

## Achtergrond van nummers
"Into the Night" was een kleine hit. Het kwam tot positie 27 in de rockhitlijst van Billboard in 1987. Het nummer is geschreven door Russ Ballard die het ook zelf opnam in 1984. Ballard heeft ook Frehley's eerdere hitsingle New York Groove geschreven.
"Breakout" is door Frehley geschreven in samenwerking met toenmalig Kiss-drummer Eric Carr ten tijde van het album Music from "The Elder". Het nummer werd pas door Kiss gebruikt op het album Revenge met als titel "Carr Jam 1981". De tekst van het nummer is vermoedelijk geschreven door Richie Scarlet, die het nummer ook tijdens concerten zong. Tijdens optredens wordt dit nummer altijd opgedragen aan de in 1991 overleden Carr.
"Calling to You" is een bewerkte versie van het nummer "Mega Force" van de rockgroep 707. Howarth was lid van die band en nam het nummer mee toen hij bij Frehley's Comet kwam. Het nummer was het grootste succes van de groep 707 (positie 12 in de rocklijst van Billboard). De nieuwe versie heeft aangepaste teksten en Frehley is toegevoegd aan de lijst componisten. Apart genoeg is het album Frehley's Comet uitgebracht op het label Megaforce Records.

## Videos
Bij dit album verschenen twee videoclips.
- "Into The Night" - (opgenomen op locatie in San Francisco, Californië).
- "Rock Soldiers" - (opgenomen in Toronto, Canada).

## Bezetting
- Ace Frehley: solo- en  slaggitaar, (achtergrond)zang
- Tod Howarth: solo- en slaggitaar, keyboard, (achtergrond)zang
- John Regan: basgitaar, achtergrondzang
- Anton Fig: drums, percussie

- Gordon G.G. Gebert speelt synthesizers en verzorgt samples op de nummers "Breakout", "Something Moved" en "Dolls"